# Jens Greve
Jens Greve (født 31. januar 1941 i Simested, død 19. august 2015) var en dansk officer, kammerherre og slotsforvalter.
Jens Greve var søn af proprietær Christian Greve (død 2004) og hustru Else Greve, født Müller (død 1973). Han blev student fra Herlufsholm 1959, hvor han i årene 2004-11 også var forstander. Han blev reserveofficer 1961, premierløjtnant ved Den Kongelige Livgarde 1968, kaptajn 1973, major 1978, oberstløjtnant 1986 og oberst 1992. Han gennemførte et taktisk kursus ved Forsvarsakademiet 1972-73 og fik sin generalstabsuddannelse sammesteds. Han tog System Management Course ved System Development Corporation, Santa Monica, USA 1979.
Han var til geledtjeneste ved Livgarden til 1976, ved Hærstabens Udviklingssektion 1978-84, ansat ved Nea-Lindberg A/S 1984-86, næstkommanderende ved Livgarden 1986-87, chef for 1. Livgardebataljon 1988-90, for Udviklingssektionen i Forsvarskommandoens Planlægningsstab 1990-92, for 2. Sjællandske Brigade 1992-94, for Den Danske Bataljon i det tidligere Jugoslavien 1992-93, stabschef hos chefen for Forsvarets Operative Styrker 1994-95, chef for Hærens Kampskole 1995-96 og var chef for Den Kongelige Livgarde 1996-2001. Han blev kammerherre 1996, tog afsked 2001 og blev ansat hos Mercuri Urval. Fra 2003 og frem til sin død i 2015 var Jens Greve slots- og palæforvalter på slottene Christiansborg og Amalienborg.

## Ordener og medaljer
- Kommandør af Dannebrogordenen (6. juli 1997)
- Erindringsmedaillen i anledning af Hendes Majestæt Dronningens 70 års fødselsdag
- Erindringsmedaillen i anledning af Hans Kongelige Højhed Prinsgemalens 75 års fødselsdag
- Erindringsmedaillen i anledning af Hendes Majestæt Dronning Margrethe II's 25 års regeringsjubilæum
- Trestjerneordenen
- Den Hellige Skats Orden (Zui ho sho)
- Den islandske Falkeorden
- Den Militære Fortjenstorden
- Nordstjerneordenen
- Uafhængighedsordenen
- United Nations Protection Force